# Trentepohlia (Mongoma) filicornis
Trentepohlia (Mongoma) filicornis is een tweevleugelige uit de familie steltmuggen (Limoniidae). De soort komt voor in het Oriëntaals gebied.